# Esquina (departement)
Esquina is een departement in de Argentijnse provincie Corrientes. Het departement (Spaans:  departamento) heeft een oppervlakte van 3.723 km² en telt 30.372 inwoners.

## Plaatsen in departement Esquina
- Esquina
- Pueblo Libertador